# Гори Маккензі
Гори Маккензі — це канадський гірський хребет, що є частиною кордону між Юконом та Північно-Західними територіями між річками Лаярд та Піл. Хребет названо на честь другого прем'єр-міністра Канади Александра Маккензі. Національний парк-заповідник Наганні та Національний парк-заповідник Наатсічо розташовані в горах Маккензі.
Шахтарське містечко Тангстен, де розташована шахта Кантунг, розташоване в горах Маккензі. До гір Маккензі ведуть лише дві дороги, обидві на Юконі: дорога Наханні-Рендж, що веде до міста Тангстен, і дорога Канол, що веде до перевалу Макміллан.
Найвища гора в цьому хребті — Кіл-Пік, висотою 2952 м на Юконі. Друга за висотою гора — Нірвана . Її висота становить 2773 м, найвища гора в Північно-Західних територіях.
Силурійська родина риб Archipelepididae була описана за зразками, знайденими в горах Маккензі. 

## Галерея

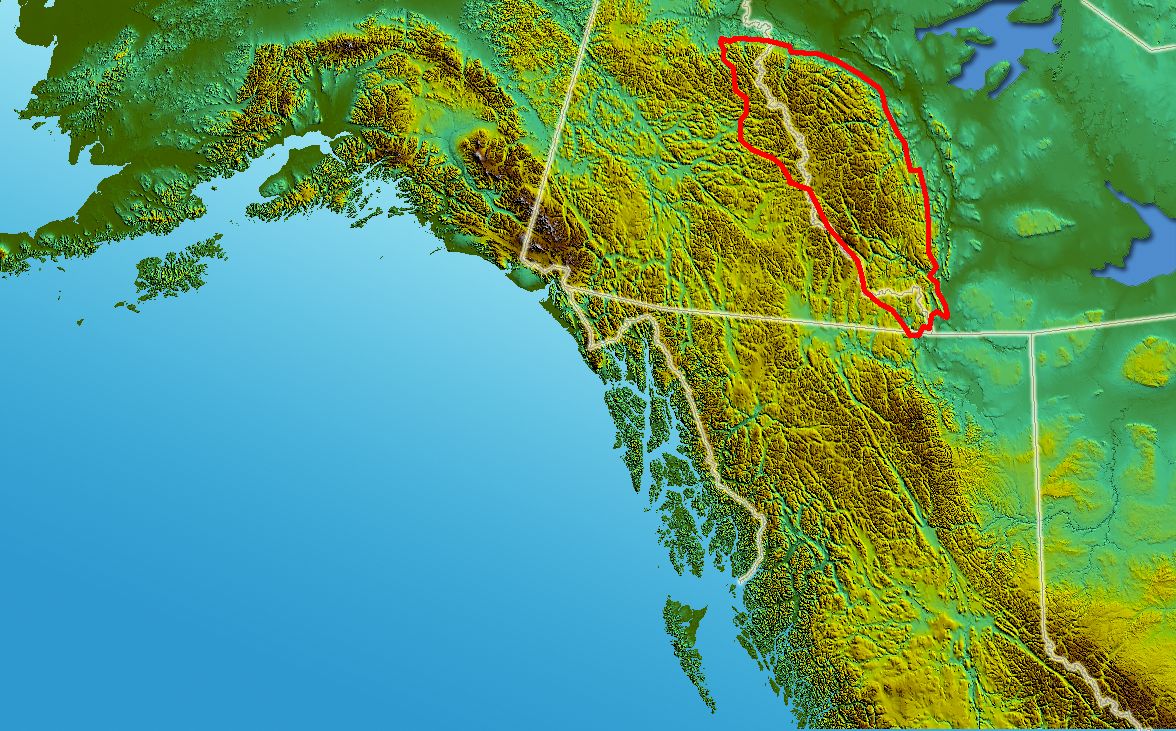
Топографічна карта  Аляскинського коридору з горами Маккензі, обведеними червоним

## Зовнішні посилання
- Зміна клімату в горах Маккензі (1995), Лян, Л., Кершоу, Г. П. Кліматичні дослідження
- Опитування гірських кіз, район Флет-Рівер, Західні гори Маккензі (2004). Лартер, Департамент ресурсів, дикої природи та економічного розвитку Північної Кароліни, Уряд Північно-Західного Заходу. Рукописний звіт № 157.